# Calamus setulosus
Calamus setulosus är en enhjärtbladig växtart som beskrevs av John Dransfield. Calamus setulosus ingår i släktet Calamus och familjen Arecaceae. Inga underarter finns listade i Catalogue of Life.